# Concilie van Constantinopel II
Het Concilie van Constantinopel II wordt gerekend als het vijfde oecumenisch concilie, dat in 553 werd bijeengeroepen door keizer Justinianus I tijdens het pontificaat van paus Vigilius. Dit concilie was bijeengeroepen om de miafysieten, die het Concilie van Chalcedon afgewezen hadden, weer terug in de Kerk te brengen door hen enkele concessies te doen. Ook het origenisme werd behandeld.

## Voorgeschiedenis van het Concilie
Dit concilie volgde op het Concilie van Chalcedon, dat ruim een eeuw eerder in 451 had plaatsgevonden. Na Chalcedon was er in het Oost-Romeinse Rijk grote chaos ontstaan. Het Rijk was verdeeld (schisma), met aan de ene kant de chalcedoniërs, die de leerstellingen van het Concilie van Chalcedon aanvaarden, en aan de andere kant de miafysieten die dat niet deden. Vaak kwam het hierbij tot gewelddadige confrontaties tussen beide partijen.
De situatie was zo slecht dat verschillende keizers poogden in te grijpen. Keizer Zeno vaardigde in 482 op advies van de patriarch Acacius van Constantinopel de Henotikon uit, een compromisformule waarvan hij hoopte dat beide partijen zich er in konden vinden. Dit werd een mislukking. Het lukte niet door de Henotikon eenheid in de Kerk te bewerkstelligen, de spanningen werden nog verder aangescherpt, het kwam tot het Acaciaanse schisma: Pas in 519 onder het bewind van keizer Justinus I zou de Henotikon weer worden ingetrokken en werd het Acaciaanse schisma beëindigd. Keizer Justinianus I, die in 527 op de troon kwam, zag het als zijn taak om de eenheid binnen de kerk tot stand te brengen. Debatten en onderhandelingen tussen de leiders van de verschillende partijen onder leiding van Justinianus liepen echter op niets uit. Daarom probeerde de keizer, bij wijze van concessie aan de miafysieten, de eenheid te herstellen door drie nestorianen uit het verleden te veroordelen.

## Drie Hoofdstukken
Om de miafysieten weer te herenigen met de Kerk wilde Justinianus aan de miafysieten bewijzen dat het Concilie van Chalcedon niet nestoriaans was. Om dit te bewerkstelligen haalde hij het concilie ertoe over om de nestoriaanse werken van Theodoretus van Cyrrhus, de theoloog Theodorus van Mopsuestia, en de brief van Ibas van Edessa aan Mari de Perziër, tezamen de Drie Hoofdstukken genoemd, te veroordelen.
Bovendien wilde de keizer de decreten van Chalcedon in overeenstemming brengen met het miafysitische taalgebruik van Cyrillus van Alexandrië. Er moest dus in constructievere termen dan het Concilie van Chalcedon gedaan had verklaard worden hoe de twee naturen van Christus zich tot elkaar verhouden.
Justinianus wilde dat ook aan het Westen opleggen. Daar was er echter weinig enthousiasme voor. Theodoretus van Cyrrhus en Ibas van Edessa waren door het Concilie van Chalcedon orthodox verklaard, en ook Theodorus van Mopsuestia was er niet veroordeeld. Het anathematiseren van de Drie Hoofdstukken was in de ogen van vele westerse bisschoppen dan ook een verraad aan Chalcedon, en dus indirect ook aan de nagedachtenis van paus Leo I en zijn Tome, de leerstellige brief die Leo in 449 aan aartsbisschop Flavianus van Constantinopel had geschreven.
Paus Vigilius vaardigde op 11 april 548, zeven jaar voor het concilie, zijn Judicatum uit, waarin hij de Drie Hoofdstukken veroordeelde maar toch stevig vasthield aan het Concilie van Chalcedon. Twee jaar later werd Vigilius daarom door de Africaanse bisschoppen geëxcommuniceerd. Met dit verzet geconfronteerd trok hij zijn Judicatum weer in. Toen het tweede Concilie van Constantinopel in zitting bijeen was vaardigde hij vervolgens zijn Constitutum uit, waarin hij weigerde de Drie Hoofdstukken te veroordelen. Het concilie trok zich er echter niet veel van aan en veroordeelde de Drie Hoofdstukken alsnog.

## Origenisme
Ook werd er in dit concilie aandacht besteed aan het origenisme. De derde-eeuwse theoloog Origenes zou onder andere geleerd hebben dat zielen pre-existent zijn en dat iedereen uiteindelijk in de hemel zal komen, wat hij de apokatastasis (restauratie) noemde. Deze leer was nooit helemaal uitgestorven, en daarom werden er veertien heterodoxe stellingen van Origenes veroordeeld.

## Nasleep
Het directe gevolg van dit concilie was een groot schisma in het westen. De kerken van Afrika, Italië en Dalmatië excommuniceerden de paus. Toen Vigilius op de thuisreis na het concilie (555) gestorven was konden er nog maar twee bisschoppen gevonden worden die bereid waren om zijn opvolger, paus Pelagius I, te wijden — zo impopulair was het veroordelen van de Drie Hoofdstukken in het Westen. Dit schisma zou tot het jaar 700 duren. Toen herstelde de laatste bisschop, die van Aquileia, de communie met de paus.
De kosten zouden uiteindelijk niet tegen de baten opwegen. De miafysieten waren niet onder de indruk van wat in hun ogen een kleine concessie was. Sterker nog, in de decennia hierna zouden ze alleen nog maar verder wegdrijven van de Kerk. Nadat Jacobus Baradaeus een parallelhiërarchie had gewijd voor de miafysieten was de kans op hereniging vrijwel verkeken. Nog een keer zou er een poging gedaan worden hen met de Kerk te herenigen, door het monotheletisme. Ook dit mislukte toen deze doctrine op het Derde Concilie van Constantinopel veroordeeld werd.
Vandaag de dag wordt het Tweede Concilie van Constantinopel door zowel de oosters-orthodoxe kerken als de Rooms-Katholieke Kerk erkend als het Vijfde Oecumenische Concilie.